# 孙默斋墓
孙默斋墓，位于中国广东省潮州市潮安县沙溪镇，为潮州市潮安县的一个省级文物保护单位，类型为古墓葬，公布时间为2012年10月。
孙默斋，沙溪镇上西林村人，是明朝兵部尚书翁万达。孙默斋墓位于桑浦山沙溪农场眼龙地，眠龙风水穴，其山势直冲而下，藏风聚气，远望似一条卧龙，俗称“三女贵墓”。